# Gravadoras de propriedade de James Brown
No curso de sua carreira James Brown foi proprietário de diversas gravadoras, que ele usava principalmente para lançar suas produções de artistas de seus shows.

## Try Me
Brown fundou sua primeira gravadora, a Try Me Records, em 1963 sob os auspícios da King Records de Syd Nathan. Batizada em homenagem à sua canção Try Me, de 1958, a Try Me lançou lançou alguns poucos singles de artistas e grupos associados com a James Brown Revue, incluindo a banda de apoio de Brown (gravando sob o nome de The Poets), Johnny and Bill (Johnny Terry e Bill Hollings, ambos membros dos  The Famous Flames), e a cantora Tammy Montgomery, que chegou a gravar para a Motown como Tammi Terrell. Cessou suas operações quando Brown entrou em disputa judicial com a King em 1964.

## Brownstone
A Brownstone Records, fundada em 1970, foi uma joint venture entre Brown e seu associado de longa data na indústria musical Henry Stone  (uma aliança refletida no nome da gravadora). Foi estabelecida como um canal para gravações de membros do James Brown Revue e que a King se recusava a gravar, tais como o ex-membro dos The Famous Flames, Bobby Byrd e sua esposa Vicki Anderson. O selo lançou onze singles em 1970 e 1971 antes de ser substituída pela People Records.
A Brownstone foi reativa em 1976 e distribuída pela gravadora de Henry Stone, a TK Productions até 1977, e novamente em 1992 sob a companhia de Stone,a Hot Productions, e então mais uma vez sob a atual compahia de Stone, a Henry Stone Music.

## People
A People Records, o selo de mais sucesso e mais prolífico de Brown, foi fundado em 1971. Assim como seus predecessores, a People foi usada para lançar gravações de artistas associados ao James Brown Revue, incluindo Lyn Collins, Bobby Byrd, Sweet Charles e os The J.B.'s. Também gravou alguns músicos que não se apresentavam regularmente com Brown. O próprio Brown apareceu em papel de apoio em muitos discos da People, tocando órgão ou contribuindo como vocalista de apoio.
Inicialmente distruído pela King, a People foi adquirida pela Polydor em 1º de julho de 1971 quando Brown assinou com a gravadora.  Ao contrário dos selos anteriores de Brown, foi um sucesso comerical por um tempo; lançou uma série de singles que entraram nas paradas, incluindo o hit número 1 "Doing It to Death". A People fechou suas portas em 1976, concomitantemente com a dissolução dos J.B.'s. O sucesso do selo foi posteriormente antologizado em uma série de três CDs lançados pela Polydor com o título James Brown's Funky People.